# Venera 13
Venera 13 (tiếng Nga: Венера-13 có nghĩa là Sao Kim 13) là một tàu thăm dò trong chương trình Venera của Liên Xô để thăm dò sao Kim.
Venera 13 và 14 là tàu vũ trụ giống hệt nhau được chế tạo để tận dụng cơ hội phóng lên sát Sao Kim năm 1981 và được phóng lên quỹ đạo cách nhau 5 ngày, Venera 13 ngày 30 tháng 10 năm 1981 lúc 06:04 UTC và Venera 14 ngày 4 tháng 11 năm 1981 lúc 05:31 UTC, trên quỹ đạo với khối lượng khô 1.680 pound (760 kg).

## Thiết kế

### Tàu chờ trung gian
Khi tàu chờ trung gian bay sát Sao Kim, bus hoạt động như một trạm trung chuyển đưa dữ liệu cho tàu đổ bộ và sau đó tiếp tục đi vào một quỹ đạo nhật tâm. Nó được trang bị máy quang phổ tia gamma, máy đơn sắc tia tử ngoại, quang phổ điện tử và proton, máy phát hiện tia gamma, máy dò plasma bằng năng lượng mặt trời và máy phát tần số hai lần thực hiện phép đo trước, trong và sau khi bay sát qua Sao Kim.

### Tàu đổ bộ
Tàu đổ bộ là một bình áp lực kín, có chứa hầu hết các thiết bị đo đạc và thiết bị điện tử, được đặt trên một nền tảng hạ cánh hình vòng và với một ăng-ten trên đầu. Thiết kế tương tự như những chiếc tàu đổ bộ đánh số từ 9-12 cũ. Nó mang dụng cụ để đo lường hóa học và đẳng hướng, theo dõi quang phổ của ánh sáng mặt trời phân tán, và ghi lại sự phóng điện trong giai đoạn ban đầu của nó thông qua bầu khí quyển Sao Kim. Tàu vũ trụ sử dụng một hệ thống camera, máy quang phổ huỳnh quang tia X, một máy khoan vít và bộ lấy mẫu bề mặt, một máy đo cường độ động và một máy đo địa chấn để tiến hành các cuộc điều tra trên bề mặt sao Kim.